# گونار اکسنس
گونار اکسنس– (۸. اوت ۱۹۲۶–۳۱. ژانویه ۲۰۱۰) دانشمند در زمینه شیمی آلی اهل نروژ بود.
آکسنس در کوام در هاردانگر بزرگ شد. وی دارای درجه دکترای پی‌اچ‌دی در رشته شیمی بود. در سال ۱۹۶۲. در سالهای ۱۹۶۶–۱۹۹۳ وی استاد شیمی آلی در دانشگاه برگن بود. وقتی صحبت از گازهای عصبی و سلاح‌های شیمیایی به میان می‌آمد، آکسنس نماینده نروژ در همکاری‌های بین‌المللی بود.
آکسنس همچنین یک شاعر بود. وی در سال ۲۰۰۱ کتاب «همراه با قلم و قلم مو در هاردانگر» را توسط انتشاراتی هاردانگر، به همراه همسرش میلی آکسنز، که تصویرگری می‌کرد ، منتشر کرده‌است. شعرهای این کتاب همگی در بین سالهای ۱۹۷۰ تا ۲۰۰۱ سروده شده‌اند و نقوش این تصاویر از هاردانگر الهام گرفته شده‌است.
برادر آکسنس یک ستاره‌شناس بود.

## فعالیت حرفه‌ای
گونار اکسنس، تحصیلات خود را در سال ۱۹۴۵ در دانشگاه اسلو آغاز کرد و در سال ۱۹۵۱ با درجه استاد علمی فارغ‌التحصیل شد.
وی سپس به استخدام مرکز تحقیقات وزارت دفاع نروژ درآمد. او در این مرکز، تا سال ۱۹۶۰ مشغول مطالعه مسائل مربوط به جنگ شیمیایی بود.
گونار اکسنس، در این سال راهی سواحل غربی نروژ شد و به‌عنوان استادیار در گروه شیمی دانشگاه برگن به مطالعات خود ادامه داد. در سال ۱۹۶۲ میلادی، گونار اکسنس، از رساله دکترای خود دفاع کرد. او در سال ۱۹۶۶ به‌عنوان استاد در رشته شیمی آلی به استخدام دانشگاه برگن درآمد. شغلی که او با رضایت کامل تا زمان استعفای خود، در اوت سال ۱۹۹۳ ادامه داد. بعد از استعفا از شغل خود در دانشگاه برگن، وی همچنان ارتباط خود را با گروه شیمی دانشگاه برگن، برای چند سال حفظ کرد. از نظر درآمد، در طول این چند سال، وی همچنان از بورس شورای تحقیقات علوم عمومی نروژ بهره مند بود.
علایق دانشگاهی او بسیار گسترده بود. گونار اکسنس، از طریق کار روی  گازهای عصبی در مرکز تحقیقات وزارت دفاع نروژ FFI جذب شیمی فسفر شد. این مهمترین زمینه تحقیقاتی وی بود که طی آن، سالها مقالاتی را منتشر  کرد، از جمله بسیاری از کارهای مهم علمی که باعث شد، نام وی در جامعه علمی به خوبی شناخته شود. در اواخر دهه ۱۹۷۰ او مطالعات خود را با  مسائل شیمیایی مرتبط  با امور زیست محیطی آغاز کرد. وی به عنوان یکی از اولین شیمی دانان در نروژ ، هنگامی که دانشمندان برای حل مشکلات چند رشته ای کار می کردند ، اهمیت همکاری بین رشته ای را تشخیص داد. گونار اکسنس علاقهٔ زیادی به مطالعات  شورای تحقیقات علوم عمومی نروژ NAVF در زمینهٔ آلودگی دریایی داشت و تیمی از متخصصان  شیمی نفت را در دانشگاه برگن به‌همراه کارمندان جوان تر ایجاد کرد. بعداً او روی آلودگی دریاچه ها تمرکز کرد و در اینجا دانش قبلی وی از شیمی، در استخراج یافته های جدید از معلومات بایگانی شده سودمند بود .
گونار اکسنس، یک سخنران محبوب بود و همه دانشجویان وی در دوره آموزش علوم پایه،  در رشتهٔ  شیمی آلی، صدای بلند او را  هنگام توضیحات معلوماتِ تکمیلیِ  مضاف بر برنامه  درسی، در مورد مولکول هایی که واکنش نشان داده و حرکت  میکنند را بیاد می آورند.
وی به عنوان یک مربی دانشجویی ، همیشه به امور دانشجویان علاقمند بود  و با طرح سؤالات  انتقادی، باعث رشد تفکر انتقادی درذهن دانشجو شده  و افق دید دانشجویان را گسترش می داد. وی همچنین مسائل مهمی را در مقالات علمی مشهور، در مجلات حرفه ای طرح کرده است.  آخرین مورد مربوط به جیوهٔ یک زیردریایی آلمانی در خلیجی در نزدیکی فَدیْه بود.
گونار اکسنس، از طریق انتشار مقالاتی به زبان ساده ، در مجلات  و کتابهای غیر تخصصی، در مورد مسائل محیط زیست، نشان داد که کدام ارزشها در زندگی او نقش دارند.
گونار اکسنس، به‌عنوان عضوی از شورای علوم طبیعی در چند حوزه علمی و اداری، فعال بود. 
آکسنس همچنین یک شاعر بود. وی در سال ۲۰۰۱ کتاب «همراه با قلم و قلم مو در هاردانگر» را توسط انتشاراتی هاردانگر، به همراه همسرش میلی آکسنز، که تصویرگری می‌کرد ، منتشر کرده‌ است. شعرهای این کتاب همگی در بین سالهای ۱۹۷۰ تا ۲۰۰۱ سروده شده‌اند و نقوش این تصاویر از هاردانگر الهام گرفته شده‌است.